# Alagona
Gli Alagona, detti anche d'Alagona, furono una famiglia nobile siciliana di origine aragonese.

## Storia
La dinastia venne trapiantata in Sicilia dall'aragonese Blasco d'Alagona detto il Giovane († 1355) ed appartenente al casato degli Alagón, che vi giunse nel 1304 per prendere possesso dei beni feudali appartenuti all'omonimo avo Blasco d'Alagona e Aragona, barone di Salemi, detto invece Blasco il Vecchio. Nel 1348 fu investito del titolo di Conte di Mistretta.
Molto legati alla Casa d'Aragona, da questa loro fedeltà riuscirono ad ottenere diversi privilegi, fra cui la cariche di capitano del Regno e di Maestro giustiziere, trasmesse ereditariamente per diverse generazioni, e vasti possedimenti, specialmente a Catania. Questa loro potenza fece degli Alagona una delle famiglie più influenti a Catania e nella Sicilia orientale del XIV secolo. Risiedettero inizialmente nei pressi del castello Ursino, allora sede della Corte aragonese di Sicilia.
Il più noto esponente degli Alagona fu Artale († 1389), figlio del predetto Blasco, conte di Mistretta, di Agosta e di Paternò, Maestro giustiziere, fu uno dei quattro vicari del Regno di Sicilia dopo la morte del re Federico IV, tutore della figlia Maria, per la quale progettò il matrimonio con il milanese Gian Galeazzo Visconti, fallito per il rapimento dell'infanta da parte di Guglielmo Raimondo Moncada, marchese di Malta e Gozo.
Fratelli minori di Artale Alagona furono, Giovanni, barone di Naso; Manfredi, barone di Vizzini e suo successore nelle cariche di Maestro giustiziere e di vicario del Regno; Blasco, signore di Montalbano, poi conte di Mistretta; Giacomo († 1393), signore di Ferla, capitano di Siracusa nel 1365-66, per te volte cancelliere del Regno (1376, 1378, 1387), che ribellatosi al re Martino I di Sicilia, ebbe confiscati i beni e fu decapitato; Matteo, signore di Palazzolo, fu capitano di Caltagirone nel 1376.
Gli Alagona furono anche Baroni di Monforte, e il primo a portarne il titolo fu un Rodorico († 1335 ca.), figlio di Artale, e probabilmente fratello del Conte Blasco.
La casata d'Alagona si estinse nel 1518 con Francesco, investito del titolo di Barone di Priolo. Un Giovan Battista Alagona Giustiniani (1726-1801), fu vescovo di Siracusa, ed apparteneva al ramo dei baroni di Formica, probabilmente derivato dal figlio naturale di qualcuno degli antichi conti.

### Genealogia
- Blasco II il Giovane († 1355), maestro giustiziere e reggente.
  - Artale I, († 1389), maestro giustiziere, vicario e reggente; protagonista dello scacco di Ognina.
    - Maria, figlia di Artale sotto tutela di Manfredi, figlio di Blasco II.

  - Manfredi, reggente della regina Maria di Sicilia
    - Artale II (Artaluccio), affiancò il padre Manfredi e dal 1392 lo sostituì. Sconfitto da Martino I fu esiliato a Malta.

  - Giovanni
  - Blasco
  - Giacomo
  - Matteo

## Arma
Campo d'oro a sei torte di nero 2, 2 e 2, lo scudo sormontato da una corona di conte, supporto un'aquila bicipite.